# Грогу
Грогу (колоквијално познат као „Беба Јода” код фанова и медија) је лик из оригиналне телевизијске серије стриминг услуге Disney+ Мандалоријанац из франшизе Ратови звезда. Он је члан исте неименоване ванземаљске врсте као ликови из франшизе Ратови звезда Јода и Јадл, са којима дели снажне способности у Сили. У серији, протагониста познат као „Мандалоријанац” је ангажован да уђе у траг и ухвати Грогуа за остатак пале Галактичке Империје, али уместо тога, он постаје његов усвојитељ и штити га од Империје. Право име лика откривено је тек у епизоди „Поглавље 13: Џедај”, у коме се објашњава да је Грогу одгојен у храму Џедаја на Корусанту током Ратова клонова. Пре тога, службено име лика, како се користило у титловима и натписима, било је „Дете”.